# Hogna pulloides
Hogna pulloides är en spindelart som först beskrevs av Embrik Strand 1908.  Hogna pulloides ingår i släktet Hogna och familjen vargspindlar.
Artens utbredningsområde är Etiopien. Inga underarter finns listade i Catalogue of Life.